# Tsingtao (entreprise)
Pour la ville homonyme, voir Tsingtao.
Tsingtao ou Qingdao (chinois simplifié : 青岛 ; chinois traditionnel : 青島 ; pinyin : Qīngdǎo ; Wade : Ch'ing-Tao ; EFEO : Ts'ing Tao ; litt. « l'île claire »), est une entreprise brassicole en Chine implantée dans la ville de Qingdao qui produit la bière du même nom.
La Tsingtao est la bière chinoise la plus connue et est exportée dans de très nombreux pays, notamment la France, grâce aux communautés chinoises. Elle représente à elle seule plus de 50 % des exportations de bière par la Chine.

## Histoire

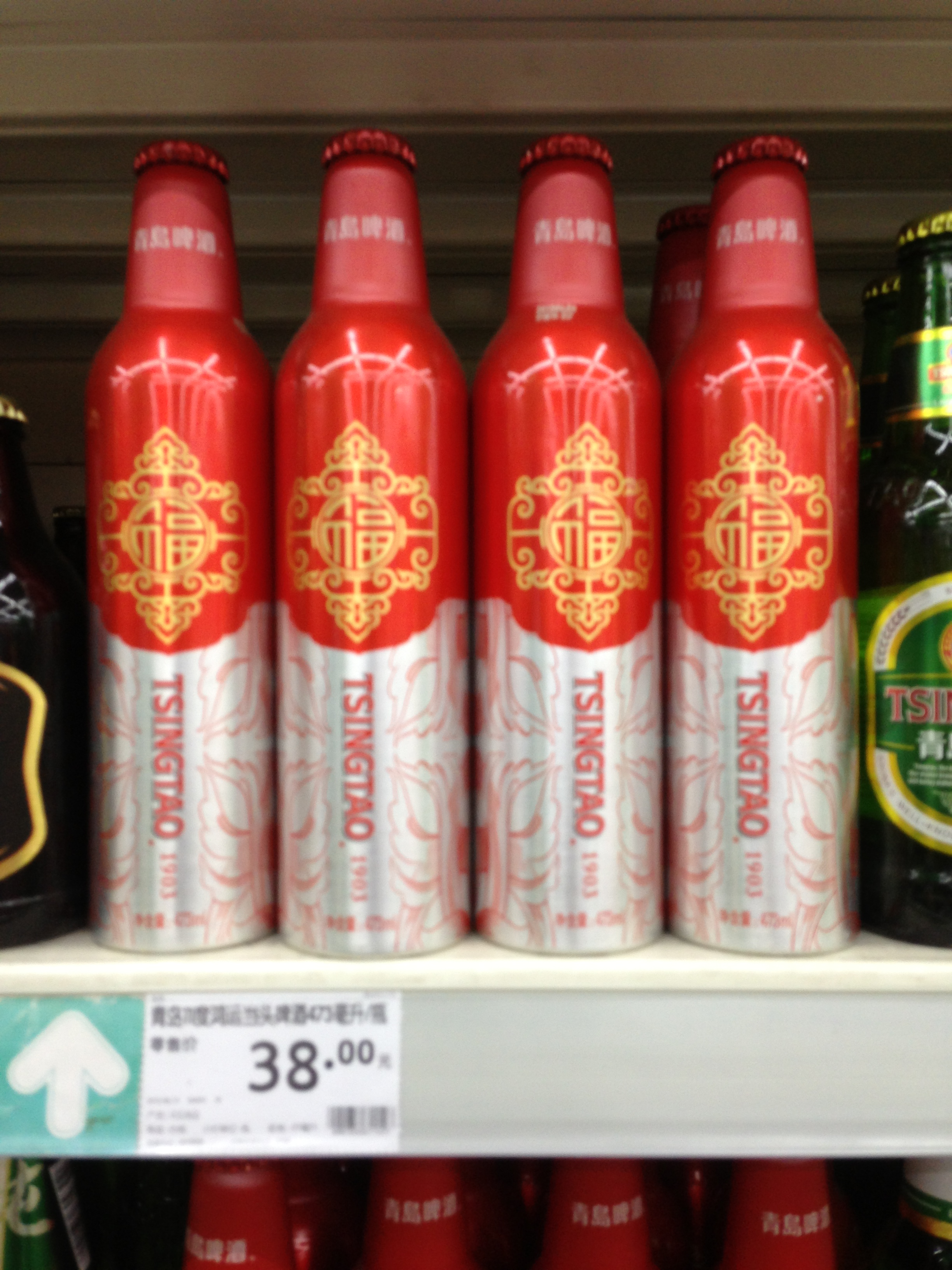
Bouteille de « Tsingtao 1903 » commémorative pour les 110 ans de la brasserie.

La ville de Qingdao, située sur les rives de la mer Jaune au Nord-Est de la Chine, a été conquise en 1897 par la flotte allemande qui y a établi une base navale. En 1898, la ville fut cédée à l'Allemagne par les Mandchous pour 99 ans, mais les Chinois la récupérèrent en 1922. À l'occasion de cette colonisation, les Allemands établirent, dès 1903, pour leurs besoins personnels, la brasserie de Qingdao (青岛啤酒廠 / 青島啤酒廠, qīngdǎo píjiǔchǎng). La production fut par la suite reprise par les Chinois, après la Seconde Guerre mondiale.

### Histoire
En 1994 et 1995, Tsingtao acquiert les entreprises brassicoles Yangzhou Brewery et Xi'an Hans Brewers.
Entre 1997 et 2004, Tsingtao acquiert une quarantaine d'entreprises brassicoles en Chine, augmentant fortement sa taille.
En 2005, le groupe américain Anheuser-Busch (ou AB) qui détenait 5 % des parts du groupe augmente sa part de capital à 27 %, pour 182 millions de dollars US. InBev rachète ces 27 % en septembre 2008.
Depuis Anheuser-Busch InBev a vendu sa participation, le japonais Asahi détient environ 20 % de Tsingtao, alors que Suntory a signé avec elle un partenariat visant à créer deux coentreprises à Shanghai. En décembre 2017, Fosun prend une participation de 17,90 % dans l'entreprise brassicole Tsingtao pour 844 millions de dollars, participation vendue par Asahi.